# Oranjebloesemwater

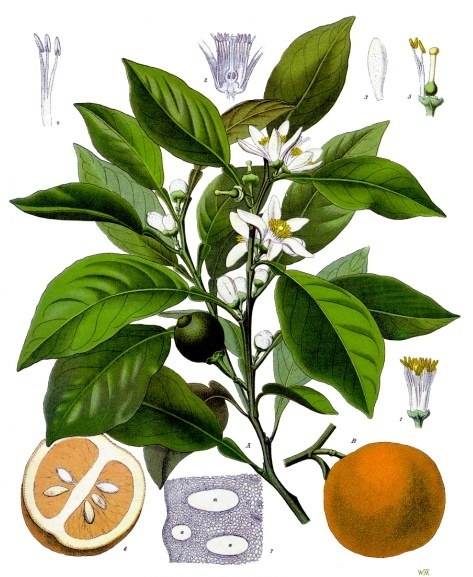
zure sinaasappel

Oranjebloesemwater is een essence die vrijkomt bij de destillatie van bloemblaadjes van de zure sinaasappel.
Oranjebloesemwater wordt als smaakmaker gebruikt in Noord-Afrikaanse en andere mediterraanse gerechten, vooral in gebak zoals baklava. Verder bijvoorbeeld in sahlab, een warme melkdrank. Ook in Suriname is het bekend, daar wordt het onder andere gebruikt bij het maken van orgeade, een amandeldrank.
Oranjebloesemwater wordt ook gebruikt in parfums.